# Rectorragia
La rectorragia (o proctorragia) es un tipo de hemorragia que consiste en la pérdida de sangre no coagulada o fresca a través del ano, bien sola o asociada a las heces. El origen de este sangrado suele localizarse en el colon descendente y en el recto.
La hemorragia digestiva baja incluye tanto a la rectorragia como a la hematoquecia que es un sangrado rectal de color rojo vinoso mezclado con las heces, lo que sugiere que la causa del sangrado está localizada en el intestino grueso o en el recto. La rectorragia es bastante frecuente (más del 10% en algunas series), siendo mayor la incidencia en personas de edad avanzada.

## Etiología
Las causas de rectorragia son diversas, dependiendo sobre todo en la edad del paciente.
- En menores de 30 años, el divertículo de Meckel es la causa más frecuente. Le sigue la enfermedad inflamatoria intestinal y los pólipos.
- En los mayores de 30 años, la diverticulosis colónica, las neoplasias, la angiodisplasia, la colitis isquémica, son las causas más frecuentes.
- Otras causas son: las hemorroides que es la causa más frecuente en general de la rectorragia, la rectitis actínica, las colitis infecciosas y los trastornos de coagulación.

## Diagnóstico
El diagnóstico causal de la rectorragia se establece con la combinación de la anamnesis, exploración física y realización de pruebas complementarias.
- Anamnesis: El médico suele realizar un interrogatorio sobre la medicación previa consumida como los antiinflamatorios, antecedentes de enfermedad neoplásica como el cáncer colorrectal, episodios previos de sangrado y sobre todo los síntomas acompañantes.

- Exploración física: En primer lugar hay que valorar el estado general del paciente para saber la gravedad de la rectorragia dependiendo de la tensión arterial, frecuencia cardíaca, la coloración de piel y mucosas y estado de conciencia. La palpación abdominal podrá objetivar masas o puntos dolorosos. La inspección anal y el tacto rectal valorarán la existencia de sangre o tumor en recto o hemorroides externas.

- Pruebas complementarias: El hemograma, pruebas de coagulación y función renal, junto con las constantes vitales permiten estimar la gravedad de la rectorragia. La colonoscopia urgente se suele realizar en los casos de hemorragia moderada o grave, y de forma diferida en el resto de los casos.